# Weekend Pass
Pour plus de détails, voir Fiche technique et Distribution.
Weekend Pass est une comédie américaine réalisée par Lawrence Bassoff et sortie en 1984.

## Fiche technique
- Titre original : Weekend Pass
- Réalisation : Lawrence Bassoff
- Scénario : Lawrence Bassoff et Mark Tenser
- Musique : John Baer
- Décors : Julie Kaye Fanton
- Costumes : Ellen Shanahan
- Photographie : Bryan England
- Montage : Harry B. Miller III
- Producteur : Marilyn Jacobs Tenser
  - Coproducteur : Michael D. Castle
  - Producteur délégué : Mark Tenser
- Sociétés de production : Marimark Productions
- Société de distribution : Crown International Pictures
- Pays de production :  États-Unis
- Langue originale : anglais
- Format : couleur — 2,35:1
- Genre : comédie
- Durée : 92 minutes
- Dates de sortie :
  - États-Unis : 3 février 1984

## Acteurs principaux
- Patrick Houser : Webster Adams
- Chip McAllister : Bunker Hill
- D. W. Brown : Paul Fricker
- Peter Ellenstein : Lester Gidley
- Pamela Kay Davis : Tina Wells
- Hilary Shapiro : Cindy Hazard
- Annette Sinclair : Maxine
- Daureen Collodel : Heidi Henderson
- Phil Hartman : Joe Chicago
- Grand L. Bush : Bertram
- Teddy Wilson : Nat
- Lynne Marie Stewart : Sookie Lane
- Debra Christofferson : Candy
- Henry G. Sanders : Officier Henry